# Cornetto (glass)
Cornetto är ett glassvarumärke av italienskt ursprung och salufört i Sverige sedan 1981. Numera ägs varumärket av Unilever, som distribuerar Cornetto-glassar i olika länder via sina olika dotterbolag (i Sverige distribueras den av GB Glace). I Sverige är Cornetto en strutglass, men i Sydamerika och Asien finns även pinnglass, bägare och en sandwichvariant. 

## Historik
Den första Cornetton kom till Italien 1959. Cornetton tillverkades då av det italienska glassbolaget Spica, som utvecklat en strutvåffla (jämför italienskans cornetto, vilket betyder litet horn) som inte blev mjuk av glassen innanför. Efter att bolaget Spica 1976 köpts upp av multinationella Unilever inleddes en internationell lansering av glassen, och till Sverige kom Cornetto 1981.
Bland glassnyheterna i Sverige 2008 var Cornetto Citron och Cornetto Frutti Disc. 2016 fyllde Cornetto 50 år i Österrike.
Inför sommaren 2021 lanserades Cornetto Dragon, med smak av passionsfrukt, mango och jordgubbar, samt Cornetto Soft, som påminner om mjukglass till konsistensen med smak av vanilj och choklad.